# Pugnello
Pugnello is een plaats (frazione) in de Italiaanse gemeente Arzignano.